# トランスポーター3 アンリミテッド
『トランスポーター3 アンリミテッド』（仏題：Le Transporteur 3, 英題：Transporter 3）は、2008年に公開されたフランス・アメリカ合作のカーアクション映画。製作・脚本はリュック・ベッソン、監督はオリヴィエ・メガトン。

## あらすじ
ある輸送船の中で２人の人間が毒物で死に、その後ウクライナの環境大臣・レオニード・ヴァシーレブに脅迫の電話がかかる。
ある夜、主人公フランク・マーティンの家に1台の車が突っ込んできた。車に乗っていたのはフランクが仕事を紹介した運び屋仲間で、瀕死の重傷を負っていた。フランクは救急車を呼び、介抱していると男は失神しかけながらも「救急車は呼ばないでくれ」と懇願する。だが、まもなく救急車が到着し、男を収容し始める。フランクは車に同乗していた娘に気づき、その娘との会話から彼の腕には車から20m（厳密には75フィート＝22.86m）離れると爆発する腕輪がつけられていることを知り、救急車を止めようと後を追うが、その瞬間、救急車は爆発炎上。フランクは娘の元へ戻り、事情を尋ねようとしたその刹那、背後から襲われ意識を失う。見知らぬ場所で意識を取り戻したフランクの腕には例の腕輪がつけられていた。フランクと娘は都市から都市へと移動する。
2人は常にレオニードが送り込んだ捜査官から追われ、ジョンソンの細かい監視が続く。フランクはジョンソンの指示通りに、マルセイユ、シュトゥットガルト、ブダペスト、オデッサとヴァレンティーナを運ぶ。腕輪は最高機密で友人がハッキングするが、爆弾は外せないままで車を奪われ、自転車で追いかける。ルールを破って荷物を見るが、電話帳しかない。首の後ろに「安」とタトゥーしている、その娘自身が荷物だと分かる。
国際廃棄物管理会社・エココープ社はウクライナで施設を操業する権利を得ていた。有毒廃棄物を国内に持ち込むには環境大臣が署名した契約書が必要だが、大臣は営利をむさぼる企業に自国を汚染させたくはなかった。エココープ社は大臣の署名を得るため、テロ対策のデルタ部隊出身のボディーガード、ジョナス・ジョンソンを雇う。ジョンソンは大臣の娘・ヴァレンティーナを誘拐し、救出されないよう常に娘を動かしておくため、運び屋のフランクに依頼したのだった。
オデッサで敵に囲まれ、娘が連れ去られ、列車に乗せられる。後一歩で車から離れることのできる限界距離になる。

## 登場人物
フランク・マーティン
演 - ジェイソン・ステイサム
運び屋。ヴァレンティーナを護衛するが誤解から誘拐犯と思われ苦難を味わう。
ジョンソン
演 - ロバート・ネッパー
テロ対策のデルタ部隊出身のボディーガード。エココープ社に雇われヴァレンティーナを狙う。その一環でフランクに仕事を依頼する。
ヴァレンティーナ
演 - ナタリア・ルダコーワ
大臣の娘。
タルコニ
演 - フランソワ・ベルレアン
警部。フランクとは一緒に釣りをする仲。今回もフランクを助ける。
レオニード・ヴァシーレブ
演 - ジェローン・クラッベ
ウクライナの環境大臣。エココープ社から狙われており、これにより娘のヴァレンティーナが狙われる。

## キャスト
| 役名                     | 俳優                   | 日本語吹替 | 日本語吹替   |
| 役名                     | 俳優                   | ソフト版   | テレビ朝日版 |
| ------------------------ | ---------------------- | ---------- | ------------ |
| フランク・マーティン     | ジェイソン・ステイサム | 山路和弘   | 井上和彦     |
| ジョンソン               | ロバート・ネッパー     | 若本規夫   | 若本規夫     |
| ヴァレンティーナ         | ナタリア・ルダコーワ   | 東條加那子 | 東條加那子   |
| タルコニ警部             | フランソワ・ベルレアン | 小島敏彦   | 矢田耕司     |
| レオニード・ヴァシーレブ | ジェローン・クラッベ   | 菅生隆之   | 菅生隆之     |
| アイス                   | エリック・エブアニー   | 斎藤志郎   | 斎藤志郎     |
| ザ・ジャイアント         | セミー・シュルト       | 江川央生   | 江川央生     |

- テレビ朝日版：初回放送2011年2月13日『日曜洋画劇場』 21:00-22:54

テレビ朝日版はソフト版からフランクとタルコニ警部の声のみを差し替えたものだが、一部シーンでフランクの声が山路和弘のままになっている箇所がある。

## スタッフ
- 製作・脚本：リュック・ベッソン
- 監督：オリヴィエ・メガトン

## Blu-ray/DVD
2010年1月15日角川映画よりBlu-ray Disc/DVDの2フォーマットでリリース。発売元はアスミック/テレビ朝日。
- Blu-ray
  - トランスポーター3 アンリミテッド ※1枚組

- DVD
  - トランスポーター3 アンリミテッド ※1枚組
  - トランスポーター DVD トリプルパック ※シリーズ3作組/完全初回限定生産